# Prutzendorf zu Fronsburg
Die Herrschaft Prutzendorf zu Fronsburg war eine Grundherrschaft im Viertel ober dem Manhartsberg im Erzherzogtum Österreich unter der Enns, dem heutigen Niederösterreich.

## Ausdehnung
Die Herrschaft, zu der die Gülte Grafschaft Hardegg sowie die Herrschaften Fronsburg, Starrein und Mixnitz zählten, umfasste zuletzt die Ortsobrigkeit über Weitersfeld, Hardegg, Fronsburg, Pleising, Waschbach, Heufurth, Riegersburg, Felling, Mallersbach, Merkersdorf, Oberfladnitz, Untermixnitz, Obermixnitz, Starrein, Heinrichsdorf, Prutzendorf und Paffendorf; dann Leotagger, Peigarten und jeweils einige Untertanen in Haugsdorf, in Alberndorf, in Obernalb, in Unternalb, und in Oberretzbach. Letzte lagen im Viertel ober dem Manhartsberg. Der Sitz der Verwaltung befand sich im Schloss Fronsburg.

## Geschichte
Der letzte Inhaber der Familienfideikommissherrschaft war Richard Fürst zu Khevenhüller-Metsch und Aichelburg, der die Herrschaft mit den Reformen 1848/1849 auflöste.